# Götz von König
Friedrich Wilhelm Ulrich Freiherr Götz von König (Vienenburg, 13. rujna 1849. – Woltersdorf, 7. siječnja 1934.) je bio njemački general i vojni zapovjednik. Tijekom Prvog svjetskog rata zapovijedao je 3. landverskom divizijom, Landverskim korpusom i I. konjičkim korpusom na Istočnom bojištu.

## Vojna karijera
Götz von König je rođen 13. rujna 1849. u Vienenburgu. Sin je Friedricha i Pauline König rođ. Bornemann. Nakon srednjoškolskog obrazovanja u Wernigerodeu i Celleu u travnju 1864. kao kadet stupa u hannoversku vojsku. U lipnju 1866. raspoređen je u 5. hannoversku pukovniju u sastavu koje sudjeluje u Austrijsko-pruskom ratu na strani Austrije kojoj je Kraljevstvo Hannover bilo saveznik. Tijekom Bitke kod Langensalze je zarobljen, te je ostatak rata proveo u pruskom zarobljeništvu. Nakon rata služi u braunschweigskoj husarskoj pukovniji u sklopu koje sudjeluje u Prusko-francuskom ratu. U tom ratu istakao se kod zauzimanja Saargemünda za što je odlikovan Željeznim križem. Nakon toga sudjeluje u bitkama kod Spicherna, Gravelottea, Orleansa i Le Mansa. Po završetku rata stupa u prusku vojsku služeći u husarskoj pukovniji "von Zieten". U studenom 1873. promaknut je u čin poručnika, nakon čega od svibnja 1876. kao pobočnik služi u 7. konjičkoj brigadi u Magdeburgu. Istu dužnost pobočnika obnaša od veljače 1879. u 3. gardijskoj konjičkoj brigadi u Berlinu. Te iste godine, u lipnju, unaprijeđen je u čin konjičkog satnika. Istodobno s tim promaknućem raspoređen je u 1. gardijsku ulansku pukovniju u Potsdamu.
Od prosinca 1886. služi u 2. gardijskoj ulanskoj pukovniji u Berlinu, a istodobno obnaša i dužnost stožernog časnika u stožeru IX. korpusa. Godinu dana poslije, u prosincu 1887., promaknut je u čin bojnika, te premješten na službu u stožer 2. šleske dragunske pukovnije "König Friedrich III". U travnju 1893. imenovan je, najprije privremenim, a od svibnja i stalnim zapovjednikom Rajnske ulanske pukovnije "Grossherzog Friedrich von Baden" smještene u Saarbrückenu. Neposredno prije tih imenovanja, u ožujku 1893., unaprijeđen je u čin potpukovnika. Novo promaknuće uslijedilo je u travnju 1896. kada je promaknut u čin pukovnika. U lipnju 1897. postaje zapovjednikom 22. konjičke brigade u Kasselu, nakon čega je u svibnju 1899. unaprijeđen je u čin general bojnika. U ožujku 1902. imenovan je najprije privremenim, a od idućeg mjeseca i stalnim glavnim inspektorom 4. konjičke inspekcije u Saarbrückenu. Istodobno je promaknut u čin general poručnika. Dužnost glavnog inspektora obnaša iduće tri godine, do svibnja 1905., kada je umirovljen. U mirovini se bavi znanstvenim radom, te je autor više radova o uporabi konjice.

## Prvi svjetski rat
Na početku Prvog svjetskog rata König je reaktiviran, te je imenovan zapovjednikom 3. landverske divizije u Posenu. Navedena divizija nalazila se na Istočnom bojištu u sastavu Landverskog korpusa kojim je zapovijedao Remus von Woyrsch. S 3. landverskom divizijom sudjeluje u borbama u Poljskoj nakon čega početkom prosinca 1914. nasljeđuje Woyrscha na mjestu zapovjednika Landverskog korpusa. S Landverskim korpusom sudjeluje u ljeto 1915. u Ofenzivi Gorlice-Tarnow tijekom koje probija ruske položaje kod Ivangoroda, te prelazi Vislu. Za navedeni uspjeh 23. srpnja 1915. odlikovan je ordenom Pour le Mérite. U studenom te iste 1915. godine promaknut je u čin generala konjice. 
U rujnu 1916. postaje zapovjednikom I. konjičkog korpusa zamijenivši na tom mjestu Manfreda von Richthofena. Navedeni korpus držao je položaje kod jezara Naroč, te je u studenom 1916. reorganizacijom postao LVI. korpus. Početkom siječnja 1917. korpus se nalazi u sastavu Armijskog odjela D, na dijelu bojišta kod Daugavpilsa. Nakon potpisivanja Brest-Litovskog mira korpus je u ožujku 1918. raspušten, te je König ponovno umirovljen.

## Poslije rata
Nakon završetka rata König je živio na svom posjedu u Woltendorfu. Tu je i preminuo 8. siječnja 1934. godine u 85. godini života. Od srpnja 1870. je bio oženjen s Herthom von Cramm s kojom je imao dva sina, Lea i Krafta, te kćer Anu Paulownu.